# Soldados da Oposição Argelina
Soldados da Oposição Argelina (em francês:  Soldats de l'Opposition Algérienne; SOA) foi uma organização paramilitar argelina com sede na França, ativa durante a década de 1970.

## História
Os Soldados da Oposição Argelina foram formados no final da década de 1960 por Mouloud Kaouane sob o impulso do SDECE, agência de inteligência externa da França. O objetivo declarado da organização era unir toda a oposição contra o governo de Houari Boumédiène, dentro e fora da Argélia, para derrubar seu regime e instalar um governo pró-europeu e democrático. Recrutava principalmente de comunidades pied-noir e Harki insatisfeitas na França, mas também de cabilas  e dissidentes árabes de classe média na Argélia.

## Atividades
Em janeiro de 1976, a organização reivindicou a responsabilidade por um ataque a bomba contra as obras impressas do jornal diário argelino El Moudjahid e ataques aos tribunais militares de Constantine e Oran realizados por ativistas berberes. A bomba de Constantine foi detonada antes que pudesse explodir, mas as de Argel e Oran detonaram.
O grupo também foi ligado à Aginter Press e a uma série de ataques contra alvos argelinos na Europa, incluindo o atentado de 1973 ao consulado argelino em Marselha.